# Kitting Aupachakham
Kitting Aupachakham (thailändisch กิตติภาพ อุปะชาคำ, * 15. September 1989) ist ein thailändischer Fußballspieler.

## Karriere
Kitting Aupachakham spielte bis 2019 bei den thailändischen Vereinen vom Suphanburi FC, Pattaya United und dem Chainat Hornbill FC. Anschließend stand er beim Sisaket FC unter Vertrag. Der Verein aus Sisaket, einer Stadt in der Provinz Sisaket, spielte in der zweiten thailändischen Liga, der Thai League 2. Für Sisaket absolvierte er 2019 sieben Zweitligaspiele. 2020 wechselte er zum Ligakonkurrenten Kasetsart FC nach Bangkok. Für Kasetsart stand er 25-mal in der zweiten Liga auf dem Spielfeld. Im Juli 2021 unterschrieb er einen Vertrag beim Erstligisten Police Tero FC. Für die Police stand er zweimal in der ersten Liga auf dem Spielfeld. Zur Rückrunde 2021/22 schloss er sich im Januar 2022 dem Zweitligisten Customs Ladkrabang United FC an. Für den Hauptstadtverein stand er 16-mal in der zweiten Liga auf dem Spielfeld. Zu Beginn der Saison 2022/23 unterschrieb er im Juli 2022 einen Vertrag beim Ligarivalen Phrae United FC.